# Taekwondo tại Đại hội Thể thao Đông Nam Á 2003
Taekwondo tại Đại hội Thể thao Đông Nam Á năm 2003 được tổ chức tại Nhà thi đấu Phú Thọ, TP. Hồ Chí Minh, Việt Nam, từ ngày 10 đến 12 tháng 12 năm 2003.

## Lịch trình
| Nội dung↓/Ngày → | 10 tháng 12 | 11 tháng 12 | 12 tháng 12 |
| ---------------- | ----------- | ----------- | ----------- |
| Nam 54 kg        | F           |             |             |
| Nam 58 kg        |             |             | F           |
| Nam 62 kg        | F           |             |             |
| Nam 67 kg        | F           |             |             |
| Nam 72 kg        |             | F           |             |
| Nam 78 kg        |             | F           |             |
| Nam 84 kg        |             | F           |             |
| Nam 84+ kg       |             |             | F           |
| Nữ 47 kg         |             |             | F           |
| Nữ 51 kg         | F           |             |             |
| Nữ 55 kg         | F           |             |             |
| Nữ 59 kg         |             |             | F           |
| Nữ 63 kg         | F           |             |             |
| Nữ 67 kg         |             | F           |             |
| Nữ 72 kg         |             | F           |             |
| Nữ +72 kg        |             | F           |             |

## Tóm tắt kết quả

### Nội dung cua nam
| Nội dung               | Vàng                                    | Bạc                               | Đồng                              |
| ---------------------- | --------------------------------------- | --------------------------------- | --------------------------------- |
| Fin Weight (54 kg)     | Long Điền · Việt Nam                    | Phichet Phibunkhanabak · Thái Lan | Roberto Cruz · Philippines        |
| Fin Weight (54 kg)     | Long Điền · Việt Nam                    | Phichet Phibunkhanabak · Thái Lan | Phisamone Chaleunsouk · Lào       |
| Fly Weight (58 kg)     | Lim Yit Min · Malaysia                  | Nguyễn Quốc Huân · Việt Nam       | Muhammad Dalam Imam · Indonesia   |
| Fly Weight (58 kg)     | Lim Yit Min · Malaysia                  | Nguyễn Quốc Huân · Việt Nam       | Ussadate Sutthikunkarn · Thái Lan |
| Bantam Weight (62 kg)  | Derry Dharmansyah Maulana · Indonesia   | Vũ Anh Tuấn · Việt Nam            | Manuel Rivero. Jr · Philippines   |
| Bantam Weight (62 kg)  | Derry Dharmansyah Maulana · Indonesia   | Vũ Anh Tuấn · Việt Nam            | Wichit Sittikun · Thái Lan        |
| Feather Weight (67 kg) | Cao Trọng Chinh · Việt Nam              | Amith Sihalat · Lào               | Si Thu Win · Myanmar              |
| Feather Weight (67 kg) | Cao Trọng Chinh · Việt Nam              | Amith Sihalat · Lào               | Jefethom Go · Philippines         |
| Light Weight (72 kg)   | Donald David Geisler. III · Philippines | Rizal Samsir · Indonesia          | Bout Vichet · Campuchia           |
| Light Weight (72 kg)   | Donald David Geisler. III · Philippines | Rizal Samsir · Indonesia          | Thit Lwin · Myanmar               |
| Welther Weight (78 kg) | Kriangkrai Noikoed · Thái Lan           | Alexander Briones · Philippines   | Wong Kai Meng · Malaysia          |
| Welther Weight (78 kg) | Kriangkrai Noikoed · Thái Lan           | Alexander Briones · Philippines   | Basuki Nugroho · Indonesia        |
| Middle Weight (84 kg)  | Dax Alberto Morfe · Philippines         | Phan Tấn Đạt · Việt Nam           | Zaw Myo Win · Myanmar             |
| Middle Weight (84 kg)  | Dax Alberto Morfe · Philippines         | Phan Tấn Đạt · Việt Nam           | Dereck Afsa · Indonesia           |
| Heavy Weight (+84 kg)  | Nguyễn Văn Hùng · Việt Nam              | Dindo Simpao · Philippines        | Irwansyah · Indonesia             |
| Heavy Weight (+84 kg)  | Nguyễn Văn Hùng · Việt Nam              | Dindo Simpao · Philippines        | Prawes Sattakom · Thái Lan        |

### Nội dung của nữ
| Nội dung               | Vàng                                           | Bạc                              | Đồng                               |
| ---------------------- | ---------------------------------------------- | -------------------------------- | ---------------------------------- |
| Fin Weight (47 kg)     | Nguyễn Thị Huyền Diệu · Việt Nam               | Thi Ri Tint Lwin · Myanmar       | Wornwimon Phuangphee · Thái Lan    |
| Fin Weight (47 kg)     | Nguyễn Thị Huyền Diệu · Việt Nam               | Thi Ri Tint Lwin · Myanmar       | Eva Marie Ditan · Philippines      |
| Fly Weight (51 kg)     | Yaowapa Boorapolchai · Thái Lan                | Soe Soe Myar · Myanmar           | Nguyễn Thị Xuân Mai · Việt Nam     |
| Fly Weight (51 kg)     | Yaowapa Boorapolchai · Thái Lan                | Soe Soe Myar · Myanmar           | Lounna Sodouangdenh · Lào          |
| Bantam Weight (55 kg)  | Nootcharin Sukkhongdumnoen · Thái Lan          | Kalindi Tamayo · Philippines     | Elaine Teo Shueh Fhern · Malaysia  |
| Bantam Weight (55 kg)  | Nootcharin Sukkhongdumnoen · Thái Lan          | Kalindi Tamayo · Philippines     | Nguyễn Thị Mỹ Lệ · Việt Nam        |
| Feather Weight (59 kg) | Mary Antoinette Rivero · Philippines           | Chen Peiqi · Singapore           | Chonnapas Premwaew · Thái Lan      |
| Feather Weight (59 kg) | Mary Antoinette Rivero · Philippines           | Chen Peiqi · Singapore           | Efrida Nurphi · Indonesia          |
| Light Weight (63 kg)   | Veronica Domingo · Philippines                 | Phạm Thị Phương Quyên · Việt Nam | Emerald Margareth Dien · Indonesia |
| Light Weight (63 kg)   | Veronica Domingo · Philippines                 | Phạm Thị Phương Quyên · Việt Nam | Piyaporn Dongnoi · Thái Lan        |
| Welther Weight (67 kg) | Sinta Berliana Heru · Indonesia                | Lee Pei Fen · Malaysia           | Nguyễn Thị Ngọc Trâm · Việt Nam    |
| Welther Weight (67 kg) | Sinta Berliana Heru · Indonesia                | Lee Pei Fen · Malaysia           | Sally Solis · Philippines          |
| Middle Weight (72 kg)  | Margarita Maria Estela Bonifacio · Philippines | Che Chew Chan · Malaysia         | Wasittee Prasopsuk · Thái Lan      |
| Middle Weight (72 kg)  | Margarita Maria Estela Bonifacio · Philippines | Che Chew Chan · Malaysia         | Lê Thị Thy Đan · Việt Nam          |
| Heavy Weight (+72 kg)  | Trần Thị Ngọc Bích · Việt Nam                  | Lee Wan Yuen · Malaysia          | Fong Yee Min · Singapore           |
| Heavy Weight (+72 kg)  | Trần Thị Ngọc Bích · Việt Nam                  | Lee Wan Yuen · Malaysia          | Ann Margaret Boyle · Philippines   |

## Bảng huy chương
| Hạng               | Đoàn               | Vàng | Bạc | Đồng | Tổng số |
| ------------------ | ------------------ | ---- | --- | ---- | ------- |
| 1                  | Việt Nam (VIE)     | 5    | 4   | 4    | 13      |
| 2                  | Philippines (PHI)  | 5    | 3   | 6    | 14      |
| 3                  | Thái Lan (THA)     | 3    | 1   | 7    | 11      |
| 4                  | Indonesia (INA)    | 2    | 1   | 6    | 9       |
| 5                  | Malaysia (MAS)     | 1    | 3   | 2    | 6       |
| 6                  | Myanmar (MYA)      | 0    | 2   | 3    | 5       |
| 7                  | Lào (LAO)          | 0    | 1   | 2    | 3       |
| 8                  | Singapore (SIN)    | 0    | 1   | 1    | 2       |
| 9                  | Campuchia (CAM)    | 0    | 0   | 1    | 1       |
| Tổng số (9 đơn vị) | Tổng số (9 đơn vị) | 16   | 16  | 32   | 64      |